# Lycianthes subfalcata
Lycianthes subfalcata là loài thực vật có hoa trong họ Cà. Loài này được (Rusby) Rusby mô tả khoa học đầu tiên năm 1927.